# Lepidium campestre
Lepidium campestre é uma planta herbácea da família Brassicaceae, a que pertencem também as couves, a mostarda e os nabos.

## Descrição
Com uma roseta de folhas espatuladas na base, pecioladas, e com folhas caulinares sagitadas (com a dorma de uma ponta de seta), crenadas ou inteiras, alternadas. Os caules, muito pilosos, podem ser múltiplos, de ascendentes a erectos, ramificando-se na parte superior, chegando a medir 75 cm. As flores estão dispostas em rácimos. Cada flor tem seis estames; ovário comprimido; o carpelo tem, na parte superior, uma zona mais alargada e é amarelado.